# 丘陵
丘陵（きゅうりょう、英:hill)とは、なだらかな起伏や小山（丘）の続く地形。ただし、形態的には非常に広汎な地形を含んでおり、地形学的に明確に定義されているわけではない。

## 概要
地形の形態のうち台地、丘陵、山地については分類や地形発達段階の位置づけについて議論があるが定義は曖昧である。
『地形学辞典』（1981年、朝倉書店）や地学団体研究会編『新版地学辞典』（1996年、平凡社）などによる一般的な定義では、台地や低地の周囲や山地の前縁に位置する平野と山地の中間的な地形をいうとされている。しかし、これらの定義は「多分に慣用的かつ感覚的」といわれている。
谷密度と起伏量を指標とする丘陵の定義も提案されており、起伏量80m以下の平頂丘陵と起伏量80m以上の稜線丘陵に分ける研究もある。
国土地理院が1990年に刊行した『新版日本国勢地図』では、「谷がよく発達し、頂部が丸みをおび、原則として稜線が定高性を示す山地で、低地との比高は約300メートル以下である」と定義されている。

## 主な丘陵

### 南北アメリカ

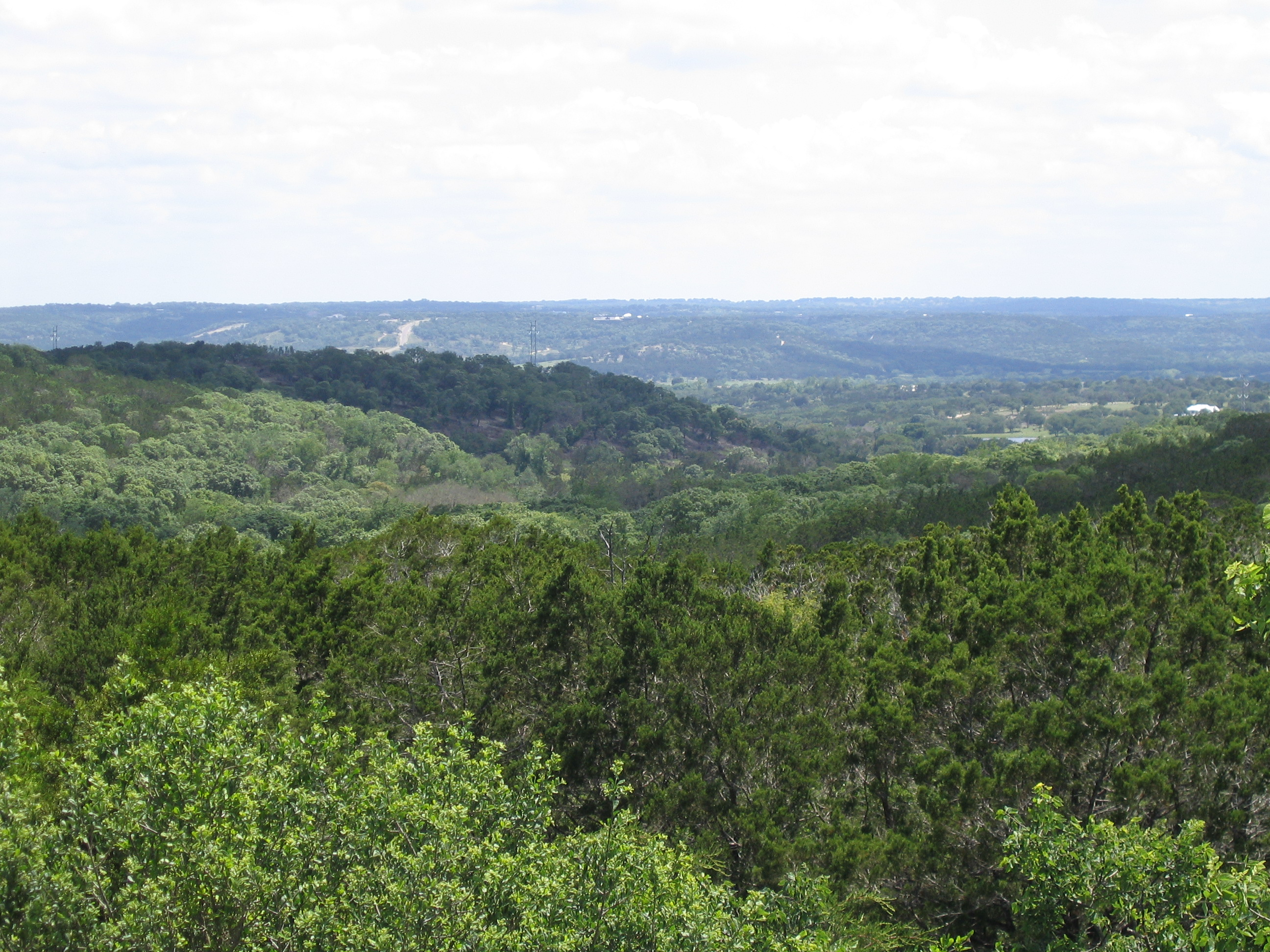
テキサス・ヒル・カントリー

- テキサス・ヒル・カントリー（アメリカ合衆国)

### ユーラシア
- シュベービッシュアルプ（ドイツ）
- タウヌス丘陵（ドイツ）
- チェヴィオット丘陵（イギリス）
- コッツウォルズ丘陵（イギリス）
- チルターン丘陵（イギリス）
- メンディップ丘陵（イギリス）
- ノース・ダウンズ（イギリス）
- サウス・ダウンズ（イギリス）
- ヴァルダイ丘陵（ロシア）

### オセアニア
- タンデノン丘陵（オーストラリア）

### 日本

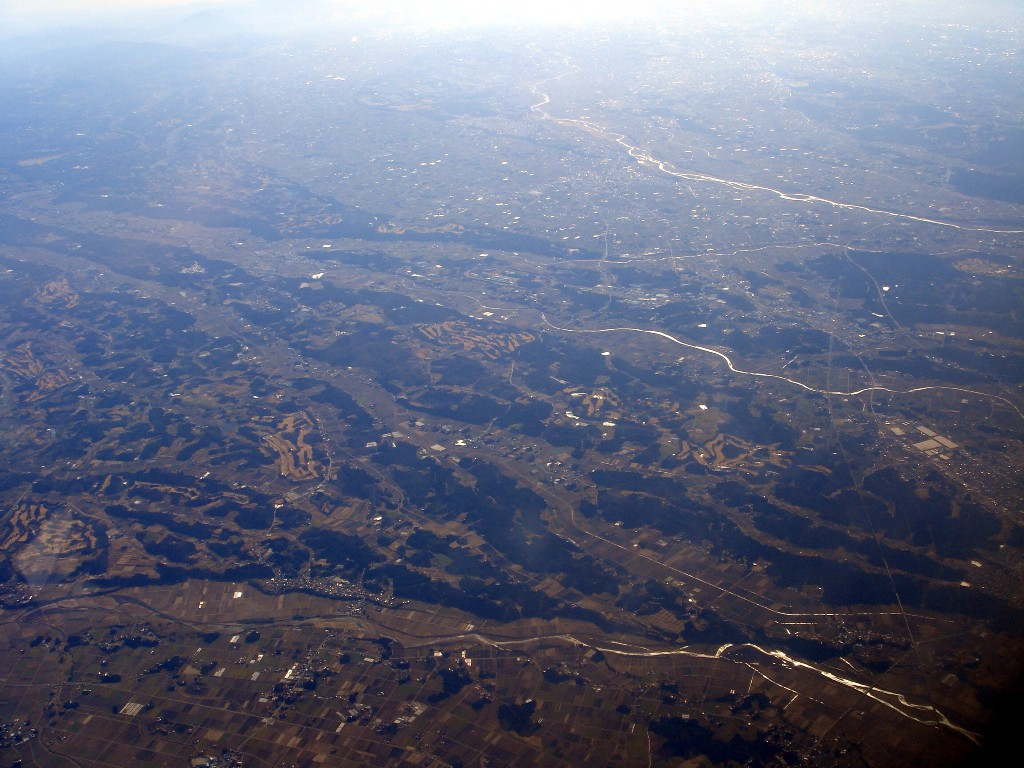
関東平野と那須野が原を分ける塩那丘陵。手前から那須野が原、箒川、黒川、塩那丘陵、江川、内川、荒川、鬼怒川
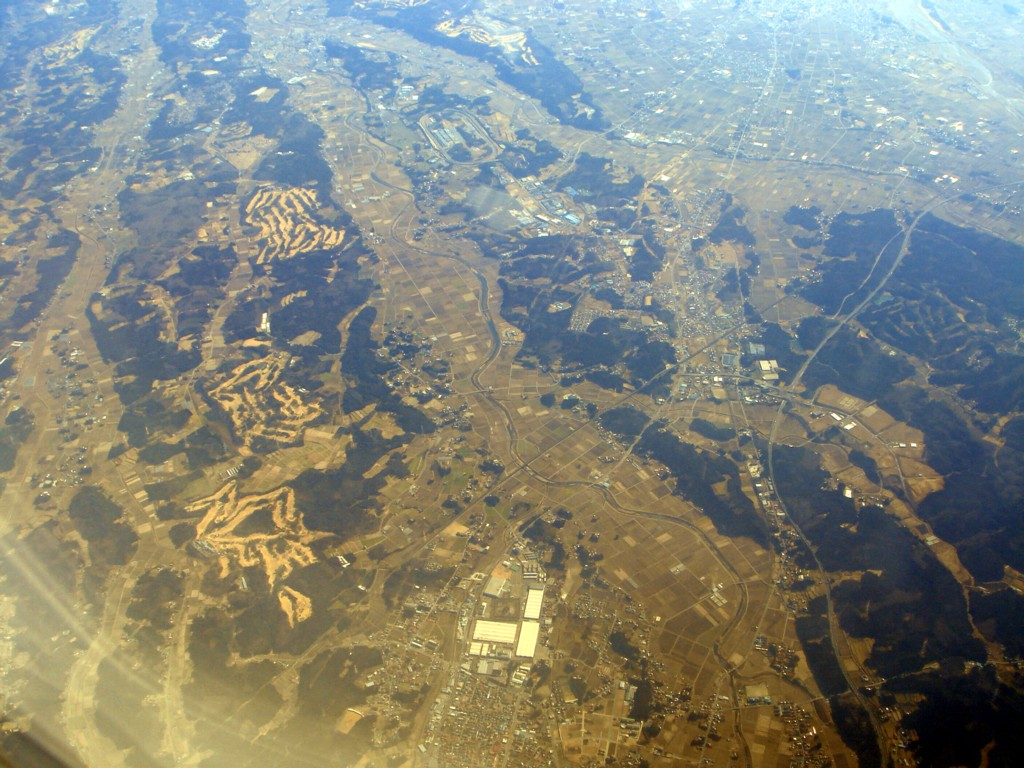
塩那丘陵。矢板市上空よりさくら市方向を望む。工業団地、ゴルフ場、自動車テストコースなど土地利用が進む。
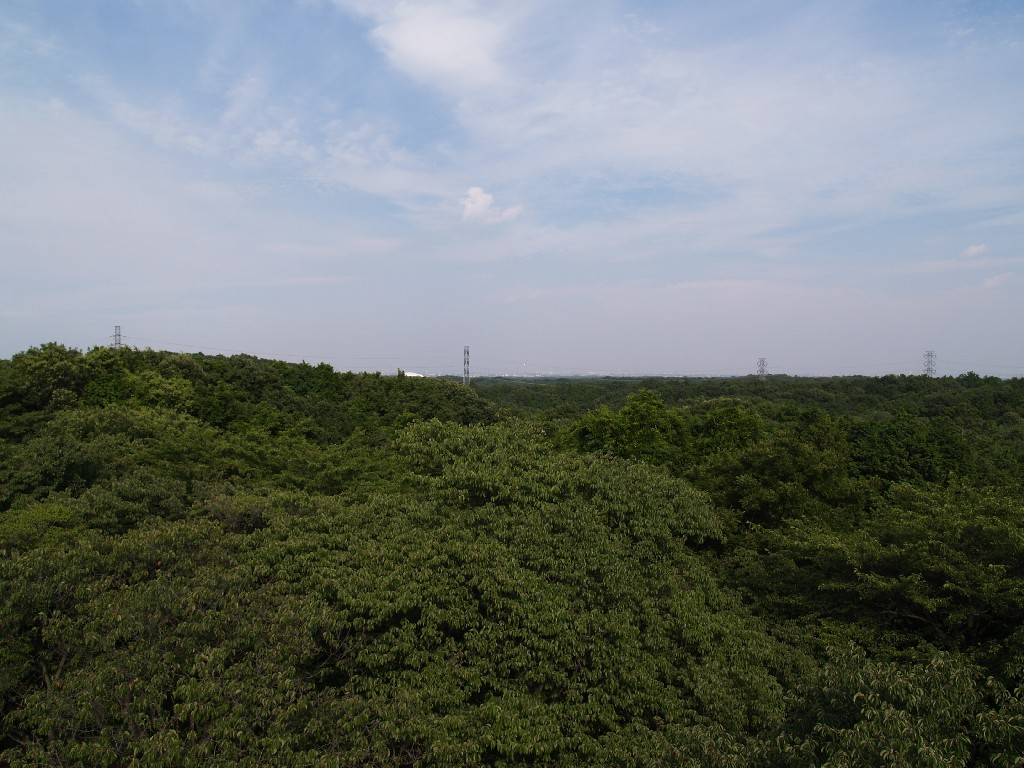
六道山公園の展望台から見た狭山丘陵（2007年6月）
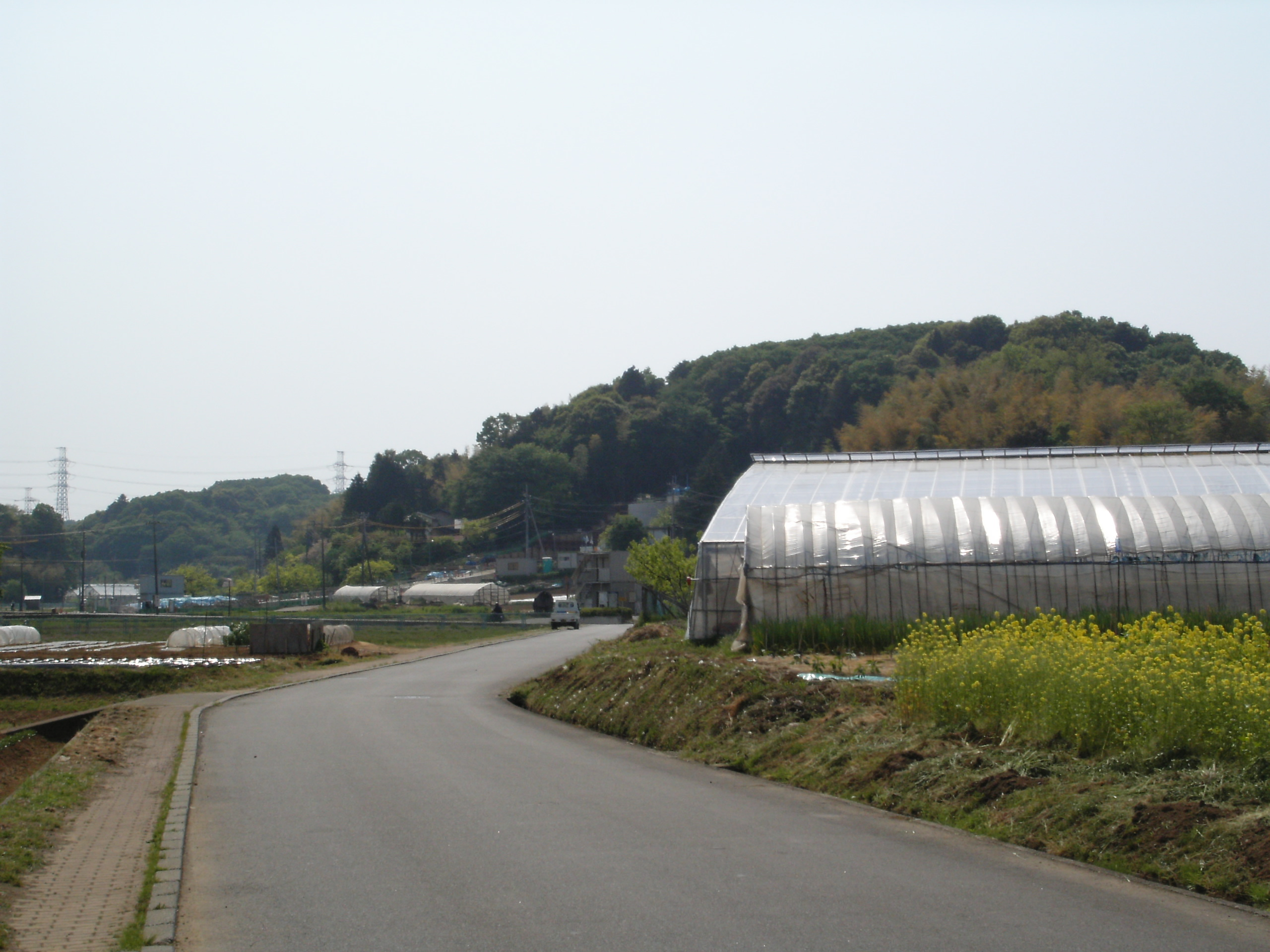
多摩丘陵、小田急多摩線黒川駅付近より（2005年5月5日撮影）